# 大島稲荷神社
大島稲荷神社（おおじまいなりじんじゃ）は、江東区大島5丁目に鎮座する神社である。旧社格は村社。
宇賀之御魂神と迦具土之命を祀る。

## 概略
慶安年間（1648年 - 1651年）、小名木川近くの海辺が度々津波に見舞われて、耕地が荒廃し住民が苦しんだことから、伏見稲荷大社の分霊を奉遷し産土神として奉ったのに始まる。後に、近くにある愛宕山勝智院境内の愛宕神社と、入谷の柳川藩下屋敷の邸内社であった太郎稲荷を合祀した。太郎稲荷は19世紀初頭に大人気となった流行神で落語「ぞろぞろ」の舞台にもなった社だが、明治維新後、商業地への再開発のため土地を手に入れた京橋の時計商人が得体のしれない神がいることを嫌って当神社へ合祀することになった（地元民の希望で入谷にも祠が残され現存）。
元禄5年（1692年）9月29日、松尾芭蕉が深川から小名木川を下って門弟の桐奚宅を訪ねる途中で当社に参拝し、「秋に添て行はや末は小松川」の句を詠んだ。境内にはその句碑「女木塚」が建立されている。
合祀前の愛宕神社には享和3年（1803年）から1年間小林一茶が居住していた（ただし、大島2丁目の愛宕神社とする説もある）。
昭和20年（1945年）3月10日の東京大空襲で社殿・社務所を全焼した。

## 文化財
出典:江東区文化財・史跡等一覧 2020年6月4日閲覧
石造燈籠　大正8年在銘　一対有形文化財（建造物）、1985年3月25日登録
石造鳥居　明治25年在銘有形文化財（建造物）、1984年3月26日登録
石造狛犬　一対有形文化財（彫刻）、1987年3月26日登録
女木塚碑・其日庵社中造立有形文化財（歴史資料）、1981年3月31日登録
水盤・町火消九組奉納有形民俗文化財、1983年3月25日登録
力石・2個有形民俗文化財、1988年3月24日登録

## 関連文献
- 「大島村 稲荷社/愛宕社」『新編武蔵風土記稿』 巻ノ25葛飾郡ノ6、内務省地理局、1884年6月。NDLJP:763979/5。